# Gottlob Berger
Gottlob Christian Berger (16 de julho de 1896 – 5 de janeiro de 1975) foi um oficial superior alemão, com a patente de SS-Obergruppenführer und General der Waffen-SS (tenente-general), e chefe do SS-Hauptamt (Gabinete Principal SS) responsável pelo recrutamento da Schutzstaffel (SS) durante a Segunda Guerra Mundial. Durante a Primeira Guerra Mundial, ao serviço do Exército alemão, foi ferido por quatro vezes o que lhe valeu a Cruz de Ferro de Primeira Classe. Logo a seguir à guerra, foi chefe da milícia Einwohnerwehr da sua região-natal, Württemberg do Norte. Em 1922, entrou para o Partido Nazi, mas, durante a década de 1920, a falta de interesse pelas políticas de extrema-direita, levaram-no a optar pela carreira de professor de Educação Física.
Nos finais dos anos 1920, regressou ao Partido Nazi e tornou-se membro da força para-militar Sturmabteilung (SA) em 1931. Em rota de colisão com outros membros das SA, decidiu entrar para a Allgemeine-SS em 1936. Inicialmente responsável pela actividade de educação física de uma secção SS, foi rapidamente transferido para o pessoal do Reichsführer-SS Heinrich Himmler para liderar o gabinete desportivo. Em 1938, foi nomeado para chefe do departamento de recrutamento do Gabinete Principal SS (SS-HA), ascendendo a chefe do SS-HA no ano seguinte. Até certo ponto, Berger foi o "pai" das Waffen-SS, pois não só implementou as estruturas e políticas de recrutamento que ajudaram as Waffen-SS a retirar o controlo do recrutamento à Wehrmacht, mas também alargou o leque do dito recrutamento das Waffen-SS primeiro aos voluntários "germânicos" da Escandinávia da Europa de Leste, depois aos Volksdeutsche (alemães étnicos) fora do Reich, e, finalmente, a pessoas que, de modo algum, reflectiam os ideais de Himmler de "pureza racial". Berger defendia, repetidamente, um maior treino ideológico para as Waffen-SS, mas não via a ideologia SS como um substituto da religião. Também apoiou e protegeu o seu amigo Oskar Dirlewanger, o qual escolheu para o comando de uma unidade de criminosos; a SS-Sonderkommando Dirlewanger mais tarde seria responsável por vários crimes de guerra. Era habitual as posições de Berger sobre os seus métodos de recrutamento colidirem com as dos oficiais superiores da Wehrmacht, e mesmo com os da Waffen-SS, mas soube aproveitar as oportunidades que lhe surgiam para fazer crescer a Waffen-SS a um total de 38 divisões no final da guerra.
Nos últimos tempos da guerra, Berger passou por diversos cargos, ao mesmo tempo que continuava como chefe do SS-HA. Teve um papel-chave no  Ministério do Reich para os Territórios Ocupados a Leste a partir de meados de 1942, permitindo que SS administrassem grande parte da economia a leste. Neste papel, propôs um plano para raptar e escravizar 50 000 crianças daqueles territórios com idades compreendidas entre os 10 e os 14, sob o nome de código Heuaktion, um plano que acabou por ser realizado. Em resposta à Revolta Nacional Eslovaca em Agosto de 1944, Berger foi nomeado Comandante Militar da Eslováquia, estando neste posto durante o fracasso inicial para bloquear a revolta. No mês seguinte, foi nomeado para um dos dois chefes-de-estado da milícia Volkssturm, e chefe dos campos dos prisioneiros de guerra. Nos últimos meses do conflito, Berger comandou as forças alemãs nos Alpes Bávaros, as quais incluíam tropas das restantes unidades Waffen-SS  que ele ajudou a recrutar. Berger entregou-se às tropas americanas perto de Berchtesgaden, sendo detido de imediato. Foi julgado e condenado no Julgamento dos Ministros dos Tribunais Militares de Nuremberga dos Estados Unidos por crimes de guerra, sendo sentenciado a 25 anos de prisão. A sua pena foi reduzida para 10 anos, e foi libertado após cumprir seis anos e meio. Depois da libertação, defendeu a reabilitação das Waffen-SS e trabalhou em diversas empresas industriais. Morreu na sua terra-natal em 1975.
Descrito como tempestuoso, cínico e "um dos mais competentes e confiáveis tenentes de Himmler", Berger também era um ardente anti-semita e um manipulador burocrático qualificado e sem escrúpulos. Devido às suas habilidades organizacionais e de recrutamento, Berger foi mantido como chefe do SS-HA durante toda a guerra.

### Livros
- Beck, Earl R. (2013). Under the Bombs: The German Home Front, 1942–1945. Lexington, Kentucky: University Press of Kentucky. ISBN 978-0-8131-4370-5
- Butler, Rupert (1990). Hitler's Death's Head Division: SS Totenkopf Division. Havertown, Pennsylvania: Pen and Sword. ISBN 978-1-4738-1513-1
- Bishop, Chris (2007). Waffen-SS Divisions, 1939–45. London, England: Amber Books. ISBN 978-1-905704-55-2
- Fritz, Stephen (2004). Endkampf: Soldiers, Civilians, and the Death of the Third Reich. Lexington, Kentucky: University Press of Kentucky. ISBN 978-0-8131-7190-6 – via Questia. (pede subscrição (ajuda))
- Heller, Kevin Jon (2011). The Nuremberg Military Tribunals and the Origins of International Criminal Law. Oxford, New York: Oxford University Press. ISBN 978-0-19-162212-0
- Keegan, John (1970). Waffen SS: The Asphalt Soldiers. London, England: Pan/Ballantine. ISBN 978-0-345-09768-2
- Koehl, Robert Lewis (2004). The SS: A History 1919–1945. Stroud, England: Tempus. ISBN 978-0-7524-2559-7
- Kroener, Bernard R.; Müller, Rolf-Dieter; Umbreit, Hans, eds. (2003), Germany and the Second World War, Volume 5 : Organization and Mobilization of the German Sphere of Power. Part II. Wartime Administration, Economy, and Manpower Resources 1942-1944/5, ISBN 978-0-19-820873-0, 5, Oxford: Oxford University Press
- Kübler, Robert (1984). Chef KGW: d. Kriegsgefangenenwesen unter Gottlob Berger [Chief KGW: German Prisoners of War Under Gottlob Berger] (em alemão). Lindhorst, West Germany: Askania Verlag. ISBN 978-3-921730-12-6
- Lemke, Thomas (2011). Biopolitics: An Advanced Introduction. New York, New York: New York University Press. ISBN 978-0-8147-5241-8
- Lumsden, Robin (2009). Himmler's SS: Loyal to the Death's Head. Stroud, England: History Press. ISBN 978-0-7524-9722-8
- Maguire, Peter H. (2013). Law and War: International Law and American History, Revised Edition. New York, New York: Columbia University Press. ISBN 978-0-231-51819-2
- Malcolm, Noel (1994). Bosnia: A Short History. New York, New York: New York University Press. ISBN 978-0-8147-5520-4
- McDonald, Gabrielle Kirk (2000). Substantive and Procedural Aspects of International Criminal Law: The Experience of International and National Courts: Materials. The Hague, Netherlands: BRILL. ISBN 978-90-411-1134-0
- McNab, Chris, ed. (2013). Hitler's Elite: The SS 1939–45. Oxford, England: Osprey. ISBN 978-1-4728-0645-1
- Müller, Rolf-Dieter (2014). The Unknown Eastern Front: The Wehrmacht and Hitler's Foreign Soldiers. London, England: I.B.Tauris. ISBN 978-1-78076-890-8
- Nichol, John; Rennell, Tony (2002). The Last Escape. New York, New York: Penguin. ISBN 978-0-670-03212-9
- Reitlinger, Gerald (1953). The Final Solution: The Attempt to Exterminate the Jews of Europe, 1939–1945. New York, New York: Beechhurst Press. OCLC 186183290 – via Questia. (pede subscrição (ajuda))
- Reitlinger, Gerald (1957). The SS, Alibi of a Nation, 1922–1945. London, England: Heinemann. ISBN 978-0-89201-087-5 – via Questia. (pede subscrição (ajuda))
- Rempel, Gerhard (1989). Hitler's Children: The Hitler Youth and the SS. Chapel Hill, North Carolina: University of North Carolina Press. ISBN 978-0-8078-4299-7 – via Questia. (pede subscrição (ajuda))
- Stein, George H. (1984) [1966]. The Waffen SS: Hitler's Elite Guard at War, 1939–45. Ithaca, New York: Cornell University Press. ISBN 978-0-8014-9275-4
- Tomasevich, Jozo (2001). War and Revolution in Yugoslavia, 1941–1945: Occupation and Collaboration. 2. San Francisco, California: Stanford University Press. ISBN 978-0-8047-3615-2
- Trials of War Criminals before the Nuernberg Military Tribunals, Volume XIV, "The Ministries Case". Nuremberg, Allied-occupied Germany: Nuernberg Military Tribunals. 1949. OCLC 874547741
- Trigg, Jonathan (2012). Hitler's Vikings: The History of the Scandinavian Waffen-SS : the Legions, the SS-Wiking and the SS-Nordland. Stroud, England: Spellmount. ISBN 978-0-7524-6729-0
- Velikonja, Mitja (2003). Religious Separation and Political Intolerance in Bosnia-Herzegovina. College Station, Texas: Texas A&M University Press. ISBN 978-1-58544-226-3
- Wyant, William K. (1991). Sandy Patch: A Biography of Lt. Gen. Alexander M. Patch. New York, New York: Praeger. ISBN 978-0-275-93454-5 – via Questia. (pede subscrição (ajuda))
- Weale, Adrian (2010). The SS: A New History. London, England: Abacus. ISBN 978-0-349-11752-2
- Weale, Adrian (2012). Army of Evil: A History of the SS. New York, New York: NAL Caliber. ISBN 978-0-451-23791-0
- Wegner, Bernd (1990). The Waffen-SS: Organization, Ideology, and Function. Oxford, England: Basil Blackwell. ISBN 978-0-631-14073-3
- Williamson, Gordon (2004). The SS: Hitler's Instrument Of Terror. Saint Paul, Minnesota: Zenith Press. ISBN 978-0-7603-1933-8

### Websites
- «Berger, Gottlob». Landesbibliographie Baden-Württemberg online (em alemão). Württembergische Landesbibliothek Stuttgart/Badische Landesbibliothek. 2015. Consultado em 10 de Outubro de 2017
- «Berger, Gottlob Christan». Landeskunden entdecken online Baden-Württemberg (em alemão). Landesarchiv Baden-Württemberg. 2015. Consultado em 10 de Outubro de 2017